# Franciszek Lekszycki
Franciszek Lekszycki herbu Warnia (ur. 1600, zm. w grudniu 1668 w Grodnie) – zakonnik, bernardyn, kapłan,  malarz.
Był synem Jana Lekszyckiego dziedzica Mozgawy i Anny Miedzygórskiej. Wykształcony w kręgu bernardyńskich malarzy zakonnych. Na jego twórczość znaczący wpływ wywarła sztuka flamandzka zwłaszcza obrazy Rubensa oraz van Dycka. Dzieła wymienionych malarzy znał ze współczesnych rycin.
Malował obrazy religijne między innymi wszystkie w ołtarzach w kościele Bernardynów na Stradomiu w Krakowie. W ołtarzu głównym Ostatnią wieczerzę w latach 1659-1664. W Kalwarii Zebrzydowskiej na zlecenie Michała Zebrzydowskiego namalował Przybicie do krzyża, Śmierć na krzyżu, Namaszczenie oraz Św. Antoniego Padewskiego.
Pracował w Leżajsku, Lwowie, Przeworsku, Wilnie, Warszawie. W kościele parafialnym w Borku znajduje się obraz z 1666 „Wizja św. Jana Kantego”.

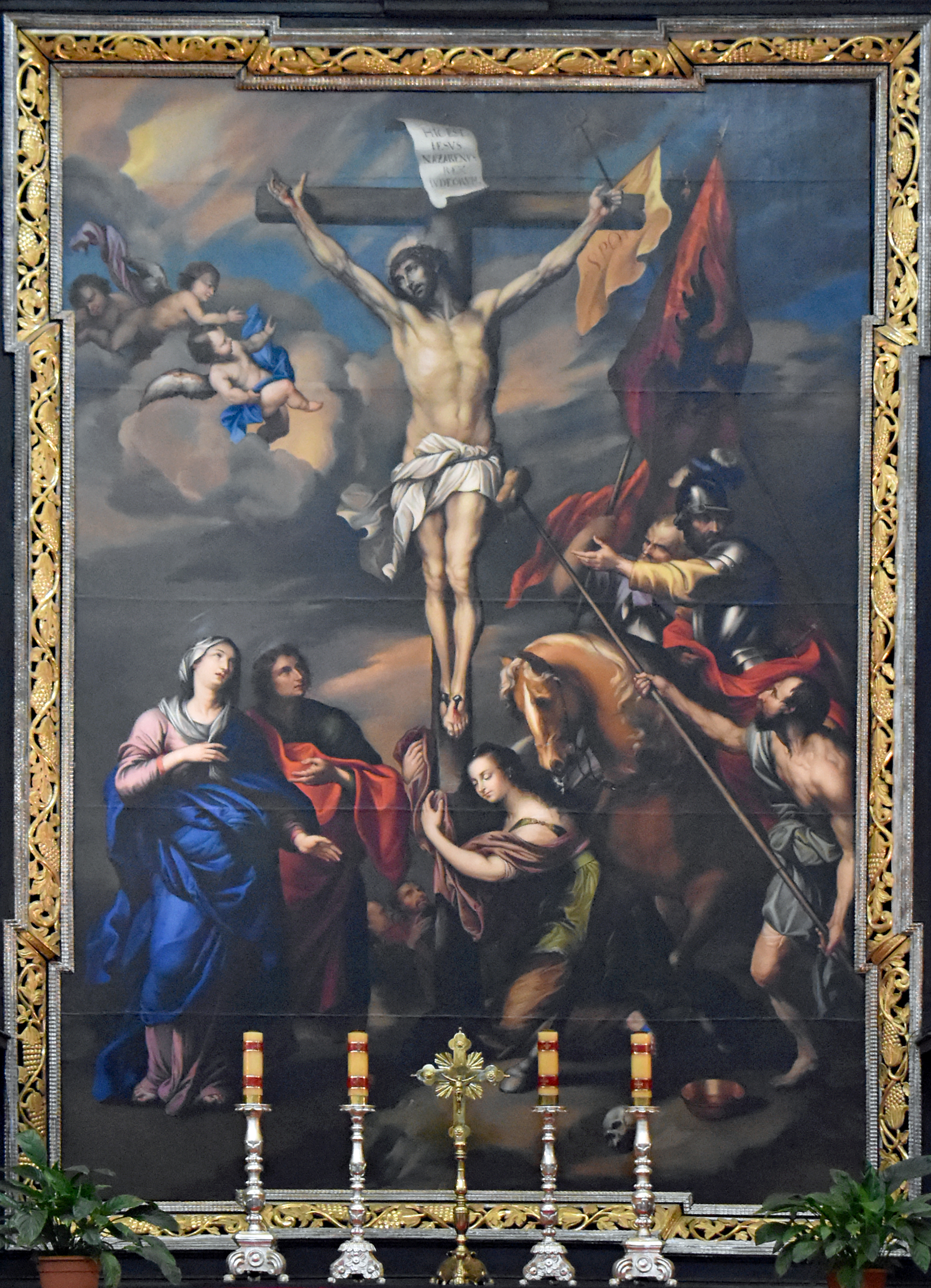
„Ukrzyżowanie” Kraków, kościół bernardynów.
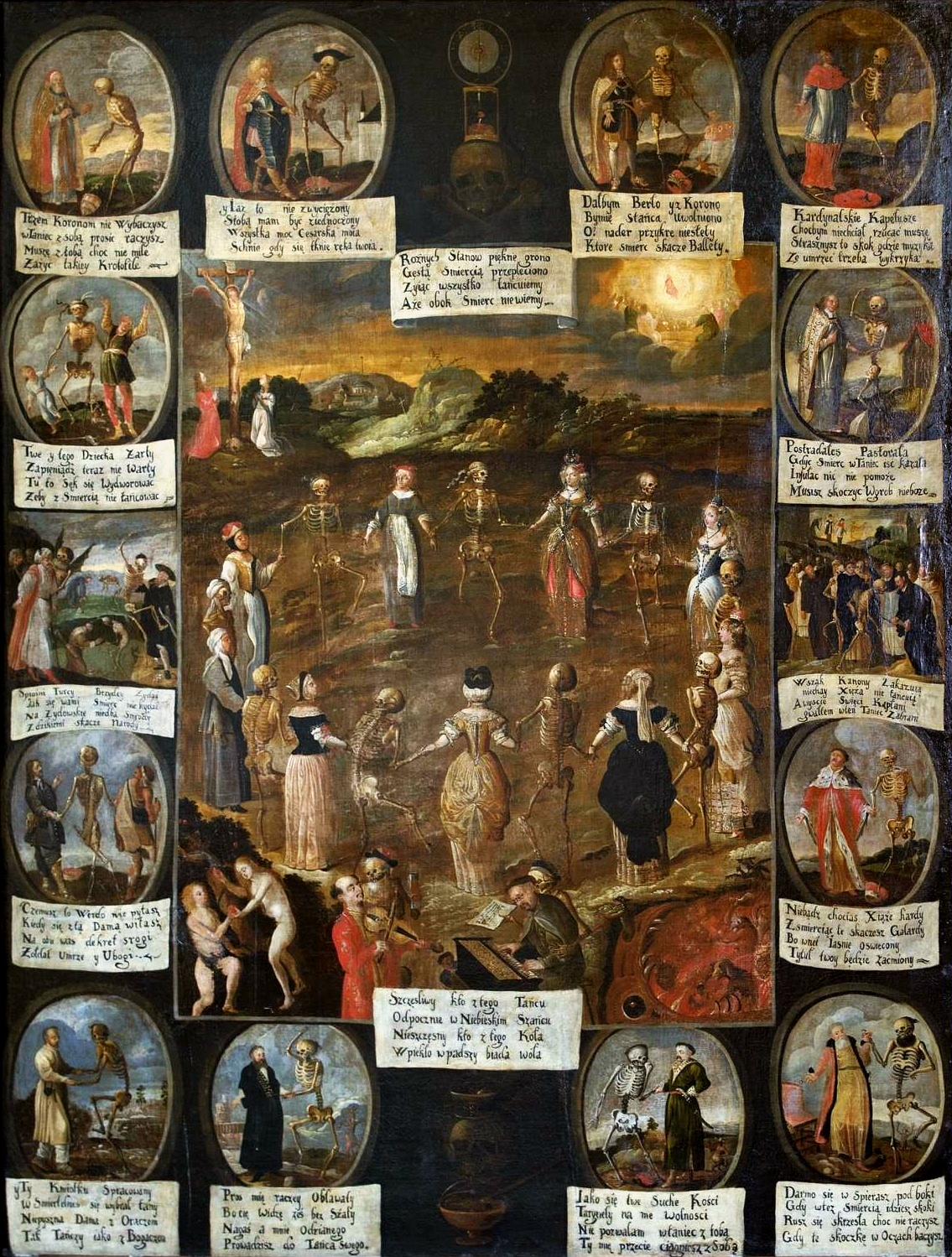
„Taniec śmierci” Kraków, kościół bernardynów.
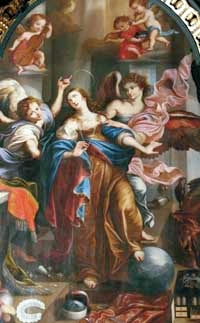
„Św. Maria Magdalena” Leżajsk, kościół bernardynów.